# 松原明
松原 明（まつばら あきら、1960年4月4日 - ）は日本の市民活動家、プラグマティスト、政策アクティビスト、猫愛好家。特定非営利活動法人シーズ・市民活動を支える制度をつくる会創業者。

## 経歴
大阪府生まれ。神戸大学文学部哲学科卒業。広告制作会社、フリーの経営コンサルタントを経て、1994年、約160団体のNPOの連合プロジェクトとしてNPO法立法を推進するシーズ・市民活動を支える制度をつくる会 を創設し、事務局長に就任する。1998年のNPO法創設、2001年の認定NPO法人制度創設、2009年のNPO法人会計基準策定、2009年の 日本ファンドレイジング協会 設立、2011年のNPO法改正など、NPO支援制度の推進において中心的な役割を果たした。自治体とNPOのパートナーシップ推進、改正NPO法の普及や認定NPO法人制度のスムーズな施行・運用に注力した。NPO政策連絡会議 呼掛人共同代表としてNPO等からの各政党･政府への政策提言の取りまとめを行い､全国的なネットワークの中心となって尽力し、内閣府「新しい公共」推進会議委員、千葉県「NPO推進会議座長」なども担当した。
2020年、新型コロナウイルス感染症の拡大に伴い、民間公益活動の維持自体が重要な課題となっていることを踏まえて、休眠預金コロナ支援活用検討会 を立ち上げ、要望活動を行った。また、既存のNPOのマネジメント論が組織マネジメント中心であり、ステークホルダーマネジメントやその外部に広がるネットワーク・マネジメントができていないことを問題視し、ステークホルダーマネジメントやネットワーク・マネジメント等に焦点をあてた技術＝「協力のテクノロジー」を体系化し、誰でも学べる技術体系として開発した。

## 著書
- 『「国家」の限界が見えてきた。』（共著）ダイヤモンド社、1997年、ISBN 978-4478180143
- 『NPO法人ハンドブック : 特定非営利活動法人設立のための検討事項』（単著）シーズ、1998年
- 『NPO法コンメンタール―特定非営利活動促進法の逐条解説 』（共著）日本評論社、1998年、ISBN 978-4535511552
- 『NPOはやわかりQ&A』（共著）岩波書店、2000年、ISBN 978-4000092111
- 『フィランソロピーの橋』（共著）阪急コミュニケーションズ、2000年、ISBN 978-4484002088
- 『ハンドブック市民の道具箱』（共著）岩波書店、2002年、ISBN 978-4000233729
- 『NPOがわかるQ&A』（共著）岩波ブックレット、 2004年、ISBN 978-4000093187
- 『改正NPO法対応 ここからはじめるNPO会計･税務』（共著）ぎょうせい、2012年、ISBN 978-4324095416

## 関連文献
- 原田峻, 成元哲「NPO法制定・改正をめぐる運動と政治 : ネットワークでつくる市民=議員立法」（PDF）『中京大学現代社会学部紀要』第5巻第2号、中京大学現代社会学部、2011年、83-108頁、ISSN 1883-0226、NAID 40019307643。
- 原田峻「NPO法改正・新寄付税制の政策過程:―唱道連合と政策志向的学習の変遷に着目して―」『ノンプロフィット・レビュー』第15巻第1号、日本NPO学会、2015年、1-12頁、doi:10.11433/janpora.15.1、ISSN 1346-4116、NAID 130005103370。